# 11.º Regimiento de Artillería de la Luftwaffe
El 11.º Regimiento de Artillería de la Luftwaffe (10. Luftwaffen-Artillerie-Regiment) fue una unidad de la Luftwaffe durante la Segunda Guerra Mundial.

## Historia
Fue formado en octubre de 1942 en Munsterlager. El 1 de noviembre de 1943 pasó bajo el control total del Ejército alemán, y renombrado como el 11.º Regimiento de Artillería (L), excepto del IV Batallón que se convirtió en el I Batallón/28.º Regimiento Antiaéreo.

## Comandantes
- Teniente coronel Herbert Röhler - (noviembre de 1942 - 1 de noviembre de 1943)

## Orden de Batalla
Organización:
- I Batallón 1-4
- II Batallón 5-8
- III Batallón 9-11
- IV Batallón 12-15; 1.-4 Columna Ligera de Transporte

## Servicios
Bajo la 11.ª División de Campo de la Fuerza Aérea.